# Sony Alpha 6500
α 6300 α 6600
Le Sony Alpha 6500 (typographié α 6500) est un appareil photographique hybride semi-pro de monture E commercialisé par Sony Alpha en novembre 2016. Il succède à l'Alpha 6300 et apporte notamment une stabilisation du capteur sur 5 axes, la tropicalisation du boîtier, un écran tactile, un autofocus encore amélioré, une plus grande mémoire tampon et un meilleur grip. Il ne remplace pas directement l'A6300, mais se place comme un appareil plus haut de gamme, semi-pro, dans la lignée du NEX-7.

## Présentation et sortie
L'A6500 est présenté le 6 octobre 2016, son lancement a lieu en novembre de la même année à 1 700 € nu et 2 800 € en kit avec le Zeiss 16-70 mm. Il coûte ainsi 400 € de plus que son prédécesseur. Son positionnement plus haut de gamme (semi-pro) est dû à une tendance du marché qui se resserre sur la clientèle passionnée et professionnelle,.

## Design
Le design est identique à l'A6300 mais le grip (plus grand), le déclencheur et les boutons personnalisables C1 et C2 sont redessinés et redisposés à la façon de l'Alpha 7 II. Des points d'étanchéité protègent le boîtier des projections d'eau et de poussière (tropicalisation),.

## Caractéristiques techniques
L'Alpha 6500 possède un capteur semblable à celui de l'A6300 qui conserve la même définition de 24,3 mégapixels dont la sensibilité peut atteindre 51 200 ISO. Le module d'autofocus est reconduit avec ses 425 points, dont la réactivité est améliorée. L’appareil reprend également le viseur électronique et l'écran de son prédécesseur, ce dernier devenant tactile. L'apport technique majeur de ce modèle est la stabilisation du capteur sur 5 axes semblable à celle qui équipe l'Alpha 7 II, ce qui permet selon le constructeur de récupérer 5 IL d'exposition. La mémoire tampon est également améliorée ce qui permet à la rafale de 11 i/s de se maintenir pendant 36 secondes contre 4 pour l'A6000 (soit 307 images). L'A6500 filme nativement en 6K rééchantillonné et enregistré en 4K. Sony garantit l'obturateur pour 200 000 déclenchements,.

## Accueil
Le site Les Numériques lui décerne 4 étoiles relevant en point positif la stabilisation du capteur, la compacité du boîtier , la qualité du viseur électronique, la qualité de construction, la rafale élevée, la qualité d'image jusqu'à 3 200 ISO, la vidéo 4K sans recadrage du capteur et les touches personnalisables. En point négatif, le site signale l'absence de double molette de réglage, l'obturation limitée à 1/4000 de seconde et la complexité des menus et de prise casque, l'écran tactile seulement monopoint et le fait que l'accès à la carte se face par en dessous.

## Concurrence
L'Alpha 6500 se place en alternative des reflex semi-pro Canon EOS 7D Mark II, Nikon D500 et Sony Alpha 77 II, il concurrence les appareils hybrides APS-C ou Micro quatre tiers haut de gamme comme les Fujifilm X-T2 et X-Pro2, les Panasonic Lumix GH5 et GX8 et l'Olympus E-M1 II,.